# Březná
La Březná est une rivière de Tchéquie de 31 km de long qui est un affluent de la Moravská Sázava. Elle est donc un sous-affluent du Danube par la Morava.